# رون پولن
رون پولن (انگلیسی: Rhône-Poulenc) یک شرکت شیمیایی و دارویی بود که در سال ۱۹۲۸ پایه‌‏گذاری شد و در سال ۱۹۹۹ با شرکت هوخست ادغام و شرکت آونتیس را تشکیل داد. از سال ۲۰۱۵ فعالیتهای دارویی رون پولن قسمتی از سانوفی و قسمتهای شیمیایی آن قسمتی از گروه سولوی و علوم زراعی بایر است.